# Jacques Basnage
Jacques Basnage de Beauval (8 d'agost de 1653, Rouen - 22 de desembre de 1723) fou un cèlebre predicador protestant francès, endeví, lingüista, escriptor i home de negocis. Escrigué la Història de l'Església Reformada i Antiguitats jueves.

## Biografia
Era el fill gran de l'eminent advocat Henri Basnage de Franquesnay. Estudià llengües clàssiques a Saumur i després teologia a Ginebra. Fou pastor a Rouen des del 1676 fins al 1685, quan, amb la revocació de l'edicte de Nantes, obtingué l'autorització del rei per retirar-se als Països Baixos. S'instal·là a Rotterdam com a ministre pensionari fins al 1691, quan fou escollit pastor de l'església de Valònia.
El 1709 el magnífic pensionari Anthonie Heinsius assegurà la seva elecció com un dels pastors de l'església valona, a La Haia, pretenent emprar-lo principalment en afers civils. Consegüentment, es comprometé amb una negociació secreta amb el mariscal d'Uxelles, plenipotenciari de França en el congrés d'Utrecht. Des d'aleshores se li conferiren diverses comissions importants addicionals.
El 1716 Dubois es trobava a la Haia a instàncies del regent d'Orleans amb el propòsit de negociar la Triple Aliança entre França, Gran Bretanya i els Països Baixos, cercà el consell de Basnage, qui, tot i no haver aconseguit rebre el permís per tornar a França, en una visita curta l'any anterior, feu tot el possible per impulsar les negociacions. El govern francès també es tornà envers ell a la recerca d'ajut en vista de la creixent amenaça a la regió de Cevenas.